# Dearest (clearのアルバム)
『Dearest』（ディアレスト）は、clearの1枚目のスタジオ・アルバム。

## 概要
ニコニコ動画「歌ってみた」の歌い手のソロ・デビューアルバムであり、ニコニコ動画に投稿された楽曲も収録されているが、全曲ボーカルを録り直ししている。
ジャケットデザインは絵師の秋赤音が手掛けた。
デビュー作ながら2010年9月20日付のオリコンアルバムチャートで初登場9位を獲得。ニコニコ動画「歌ってみた」の歌い手のソロアルバムがオリコン週間トップ10入りするのは初となった。

## 収録曲
1. Calc. ／ ジミーサムP
2. 「ねぇ。」 ／ ナノウ(ほえほえP)
3. いろは唄 feat.蛇足 ／ 銀サク
4. Sweet Sweet Cendrillon Drug
作詞：Leda　作曲・編曲：葛西ゆうじ
5. ゆびきり
作詞:☆彩☆、作曲:やながもP
6. Fire◎Flower
作詞・作曲：halyosy、編曲:安保一生
7. 闇色アリス ／ samfree
8. カンタレラ feat.nero ／ WhiteFlame
9. Under the Snow
作詞・作曲：clear、編曲：安保一生
10. from Y to Y ／ ジミーサムP